# Kalina-Rędziny
Kalina-Rędziny est une localité polonaise de la gmina et powiat de Miechów en voïvodie de Petite-Pologne.